# Saison 2020 de l'équipe cycliste NTT
La saison 2020 de l'équipe cycliste NTT est la vingt-quatrième de cette équipe.

## Coureurs et encadrement technique

### Arrivées et départs
| Coureur             | Provenance                 | Durée contrat |
| ------------------- | -------------------------- | ------------- |
| Carlos Barbero      | Movistar                   | 2020          |
| Samuele Battistella | Dimension Data for Qhubeka | 2020-2021     |
| Victor Campenaerts  | Lotto-Soudal               | 2020-2022     |
| Michael Carbel      | Waoo                       | 2020          |
| Benjamin Dyball     | Sapura                     | 2020          |
| Michael Gogl        | Trek-Segafredo             | 2020-2021     |
| Shotaro Iribe       | Shimano Racing             | 2020          |
| Domenico Pozzovivo  | Bahrain Merida             | 2020-2021     |
| Matteo Sobrero      | Dimension Data for Qhubeka | 2020-2021     |
| Andreas Stokbro     | Riwal Securitas            | 2020-2021     |
| Dylan Sunderland    | BridgeLane                 | 2020-2021     |
| Max Walscheid       | Sunweb                     | 2020-2021     |

| Coureur                    | Nouvelle équipe                  | Durée contrat |
| -------------------------- | -------------------------------- | ------------- |
| Lars Bak                   | Retraite                         |               |
| Mark Cavendish             | Bahrain-McLaren                  | 2020          |
| Steve Cummings             | Retraite                         |               |
| Scott Davies               | Bahrain-McLaren                  | 2020-2021     |
| Bernhard Eisel             | Retraite                         |               |
| Jacques Janse van Rensburg | Retraite                         |               |
| Mark Renshaw               | Retraite                         |               |
| Tom-Jelte Slagter          | B&B Hotels-Vital Concept p/b KTM | 2020          |
| Jacobus Venter             | Retraite                         |               |
| Julien Vermote             | Cofidis                          | 2020          |

### Effectif de cette saison
| Coureur                     | Date de Nais.             | Equipe en 2019             | Cont. | V |
| --------------------------- | ------------------------- | -------------------------- | ----- | - |
| Carlos Barbero              | 29 avril 1991 (29 ans)    | Movistar                   | 2020  | 0 |
| Samuele Battistella         | 14 novembre 1998 (29 ans) | Dimension Data for Qhubeka | 2021  | 0 |
| Edvald Boasson Hagen        | 17 mai 1987 (33 ans)      | Dimension Data             | 2020  | 0 |
| Victor Campenaerts          | 28 octobre 1991 (29 ans)  | Lotto-Soudal               | 2022  | 0 |
| Michael Carbel              | 7 février 1995 (25 ans)   | Waoo                       | 2020  | 0 |
| Stefan de Bod               | 17 novembre 1996 (24 ans) | Dimension Data             | 2020  | 0 |
| Nicholas Dlamini            | 12 août 1995 (25 ans)     | Dimension Data             | 2020  | 0 |
| Benjamin Dyball             | 20 avril 1989 (31 ans)    | Sapura                     | 2020  | 0 |
| Enrico Gasparotto           | 22 mars 1982 (38 ans)     | Dimension Data             | 2020  | 0 |
| Amanuel Gebrezgabihier      | 17 août 1994 (26 ans)     | Dimension Data             | 2020  | 0 |
| Ryan Gibbons                | 13 août 1994 (26 ans)     | Dimension Data             | 2020  | 1 |
| Michael Gogl                | 4 novembre 1993 (27 ans)  | Trek-Segafredo             | 2021  | 0 |
| Shotaro Iribe               | 1er août 1989 (31 ans)    | Shimano Racing             | 2020  | 0 |
| Reinardt Janse van Rensburg | 3 février 1989 (31 ans)   | Dimension Data             | 2020  | 0 |
| Benjamin King               | 22 mars 1989 (31 ans)     | Dimension Data             | 2020  | 0 |

| Coureur            | Date de Nais.             | Equipe en 2019             | Cont. | V |
| ------------------ | ------------------------- | -------------------------- | ----- | - |
| Roman Kreuziger    | 6 mai 1986 (34 ans)       | Dimension Data             | 2020  | 0 |
| Gino Mäder         | 4 janvier 1997 (23 ans)   | Dimension Data             | 2020  | 0 |
| Louis Meintjes     | 21 février 1992 (28 ans)  | Dimension Data             | 2020  | 0 |
| Giacomo Nizzolo    | 30 janvier 1989 (31 ans)  | Dimension Data             | 2020  | 4 |
| Ben O'Connor       | 25 novembre 1995 (25 ans) | Dimension Data             | 2020  | 2 |
| Domenico Pozzovivo | 30 novembre 1982 (38 ans) | Bahrain-Merida             | 2021  | 0 |
| Matteo Sobrero     | 14 mai 1997 (23 ans)      | Dimension Data for Qhubeka | 2021  | 0 |
| Andreas Stokbro    | 14 mai 1997 (23 ans)      | Riwal Securitas            | 2021  | 0 |
| Dylan Sunderland   | 26 février 1996 (24 ans)  | BridgeLane                 | 2021  | 0 |
| Jay Robert Thomson | 4 décembre 1986 (34 ans)  | Dimension Data             | 2020  | 0 |
| Rasmus Tiller      | 28 juillet 1996 (24 ans)  | Dimension Data             | 2020  | 0 |
| Michael Valgren    | 7 février 1992 (28 ans)   | Dimension Data             | 2020  | 0 |
| Max Walscheid      | 13 juin 1993 (27 ans)     | Sunweb                     | 2021  | 2 |
| Danilo Wyss        | 26 août 1985 (35 ans)     | Dimension Data             | 2020  | 0 |

## Bilan de la saison

### Victoires sur la saison
| #       | Date       | Course                                 | Catégorie               | Vainqueur       | Pays           | Lieu                 |
| ------- | ---------- | -------------------------------------- | ----------------------- | --------------- | -------------- | -------------------- |
| 1       | 25 janvier | 5e étape du Tour Down Under            | UCI World Tour          | Giacomo Nizzolo | Australie      | Victor Harbor        |
| 2       | 8 février  | 4e étape de l'Étoile de Bessèges       | UCI Europe Tour         | Ben O'Connor    | France         | Mont Bouquet         |
| 3       | 9 février  | Championnat d'Afrique du Sud sur route | Championnat national    | Ryan Gibbons    | Afrique du Sud | Swadini Resort       |
| 4       | 9 février  | 3e étape du Tour de Langkawi           | UCI ProSeries           | Max Walscheid   | Malaisie       | Tours Petronas       |
| 5       | 14 février | 8e étape du Tour de Langkawi           | UCI ProSeries           | Max Walscheid   | Malaisie       | Kuah                 |
| 6       | 9 mars     | 2e étape de Paris-Nice                 | UCI World Tour          | Giacomo Nizzolo | France         | Châlette-sur-Loing   |
| 7       | 23 août    | Championnat d'Italie sur route         | Championnat national    | Giacomo Nizzolo | Italie         | Cittadella           |
| [ N 1 ] | 26 août    | Championnat d'Europe sur route         | Championnat continental | Giacomo Nizzolo | France         | Plouay               |
| 8       | 21 octobre | 17e étape du Tour d'Italie             | UCI World Tour          | Ben O'Connor    | Italie         | Madonna di Campiglio |

### Victoires sur les classements annexes
| Date       | Course                                  | Catégorie     | Vainqueur     | Pays     |
| ---------- | --------------------------------------- | ------------- | ------------- | -------- |
| 14 février | Tour de Langkawi, classement par points | UCI ProSeries | Max Walscheid | Malaisie |